# Егоров, Алексей Владимирович (пловец)
Алексей Владимирович Егоров (род. 21 марта 1975, Темиртау, Карагандинская область) — российский, а ранее казахстанский пловец, специализировавшийся в плавании вольным стилем.
До 1996 года выступал за Казахстан, а затем переехал в Россию.

## Биография
Алексей Егоров родился 21 марта 1975 года в Темиртау.

## Карьера
Начал спортивную карьеру, выступая за Казахстан.
В 1994 году он принял участие на чемпионате мира в Италии, где плыл на 100 м и 200 м вольным стилем. Он не сумел преодолеть первый раунд, став 31-м и 25-м, соответственно. Егоров также принял участие в эстафете 4 по 100 метров свободным стилем, став в итоге десятым. В том же году Егоров принял участие на Азиатских играх в Японии, где стал серебряным призёром в эстафете 4 по 100 метров вольным стилем.
В 1996 году Егоров принял участие на Олимпийских играх в Атланте. В индивидуальных дисциплинах он не смог пройти дальше первого раунда, став 21-м и 22-м на 100 м и 200 м вольным стилем, соответственно. В эстафете 4 по 100 метров вольным стилем казахи стали пятнадцатыми.
После Игр Егоров стал выступать за Россию и обосновался в Волгограде. Квалифицировался на Олимпийские игры 2000 года в Сиднее, где принял участие только в эстафете 4 по 100 метров вольным стилем. Россия вышла в финал, где заняла последнее восьмое место.
После 2000 года работает тренером по плаванию в Екатеринбурге в ДЮСШ "Виктория".